# 富田東 (郡山市)
富田東（とみたひがし）は、福島県郡山市に所在する町丁である。郵便番号は963-8047。

## 地理
郡山市中北部の行政区である富田町に属する。北で八山田西、八山田、東で富久山町久保田、富田町、南で名郷田、西で富田町とそれぞれ隣接する。富田東土地区画整理事業の換地処分により富田町より分離新設された区域である。西から東にかけて一～六丁目が設置されている。地区を横断する内環状線をはじめ、周囲の幹線道路の開通により住宅地として発展した地区であり、幹線道路に沿い大型店舗も複数立地する。町東に所在する郡山北警察署富田交番、および堂前町に所在する郡山消防署本署がそれぞれ管轄にあたる。

## 世帯数と人口
2024年1月1日現在の世帯数と人口は以下の通りである。
| 町丁   | 世帯数    | 人口    |
| ------ | --------- | ------- |
| 富田東 | 1,565世帯 | 3,431人 |

## 小・中学校の学区
市立小・中学校に通う場合、学区は以下の通りとなる。
| 番地                     | 小学校               | 中学校             |
| ------------------------ | -------------------- | ------------------ |
| 一・二丁目、三丁目の一部 | 郡山市立富田東小学校 | 郡山市立富田中学校 |
| 三丁目の一部、四～六丁目 | 郡山市立行徳小学校   | 郡山市立行健中学校 |

## 交通

### 鉄道
JR東日本
- 磐越西線
  - 郡山富田駅

### 道路
- 福島県道296号荒井郡山線（安積街道）
- 一級市道30号荒井八山田線（内環状線）
- 一級市道38号桑野日和田線

## 施設等
- 富田東郵便局
- カインズ 郡山富田店
- ツルハドラッグ 八山田店
- セブンイレブン 郡山八山田南店
- ガスト 郡山八山田店
- コメダ珈琲店 郡山富田店
- マクドナルド 郡山富田カインズホーム店
- しまむら 富田店
- 洋服の青山 郡山富田店
- アオキ 郡山八山田店
- 西松屋 郡山富田店
- シャンブル 富田店
- パリミキ 富田東店
- 弐萬圓堂 八山田店
- ダイハツ福島 タワー富田店